# 4-(N-Nitrosomethylamino)-1-(3-pyridyl)-1-butanon
4-(N-Nitrosomethylamino)-1-(3-pyridyl)-1-butanon ist eine chemische Verbindung aus der Gruppe der Nitrosamine. Die Verbindung wird auch NNK (Nicotine-derived Nitrosamine Ketone) genannt und ist das vermutlich potenteste der im Tabakrauch gefundenen Kanzerogene.

## Vorkommen
4-(N-Nitrosomethylamino)-1-(3-pyridyl)-1-butanon ist ein Nitrierungsprodukt von Nikotin und kommt in Tabakrauch und im Rauch von E-Zigaretten vor.

## Eigenschaften
4-(N-Nitrosomethylamino)-1-(3-pyridyl)-1-butanon ist gelblicher Feststoff, der löslich in Wasser ist. Die Verbindung ist ein Pro-Kanzerogen, das durch Cytochrom P450-Enzyme aktiviert wird.

## Regulierung
Über den Safe Drinking Water and Toxic Enforcement Act of 1986 besteht in Kalifornien seit 1. April 1990 eine Kennzeichnungspflicht für Produkte, die 4-(N-Nitrosomethylamino)-1-(3-pyridyl)-1-butanon enthalten.